# Ave Sangria (álbum)
Ave Sangria é o álbum de estreia da banda de rock brasileira Ave Sangria, lançado em 1974.

## Faixas
LADO A:
1. Dois Navegantes (Almir de Oliveira)
2. Lá Fora (Marco Polo)
3. Três Margaridas (Marco Polo)
4. O Pirata (Marco Polo)
5. Momento na Praça (Almir de Oliveira / Marco Polo)
6. Cidade Grande (Marco Polo)

LADO B:
1. Seu Waldir (Marco Polo)
2. Hei! Man (Marco Polo)
3. Por Que? (Marco Polo)
4. Corpo em Chamas (Marco Polo)
5. Geórgia, a Carniceira (Marco Polo)
6. Sob o Sol de Satã (Ivson Wanderley)

## Ficha Técnica

### Músicos
- Marco Polo - vocal
- Ivson Wanderley - guitarra, teclado e backing vocal
- Almir Oliveira - baixo e backing vocal (Compôs a canção "Dois Navegantes)
- Israel Semente - bateria, percussão e backing vocal
- Paulo Raphael - guitarra e Sintetizador
- Agrício Noya - bateria e percussão

### Produção de Estúdio
- Marcio Antonucci - produção de estúdio

## Ligações Externas
- Ave Sangria no sítio do Immub.